# Ion Surdu
Ion Surdu (ur. 27 kwietnia 1995 w Șerpeni) – mołdawski zawodnik mieszanych sztuk walki (MMA). Były zawodnik takich organizacji jak: Brave CF, KSW oraz UAE Warriors. Aktualnie związany z czesko-słowacką organizacją Oktagon MMA, gdzie od 7 grudnia 2024 jest mistrzem wagi półśredniej.

## Kariera MMA

### Wczesna kariera
Surdu zadebiutował w MMA, w 2016 roku na gali w Rumunii. Spośród pierwszych dziesięciu pojedynków, które toczył głównie na terytorium tego kraju wygrał dziewięć. W 2020 roku podpisał kontrakt z organizacją Brave CF. 27 lipca 2020 w debiucie przegrał przez TKO w pierwszej rundzie z Kevinem Ruartem.

### KSW
Do największej polskiej organizacji KSW Surdu dołączył w październiku 2020 roku. Zadebiutował walką z Tomaszem Romanowskim na KSW 55 w Łodzi. Surdu przegrał to starcie przez jednogłośną decyzję. 
Podczas gali KSW 60: De Fries vs. Narkun 2 w tym samym mieście zmierzył się z Kacprem Koziorzębskim. W połowie pierwszej rundy brutalnie znokautował Polaka kopnięciem na głowę. Po walce został nagrodzony przez organizację pierwszym bonusem za nokaut wieczoru. 
20 sierpnia 2022 na KSW 73: Wrzosek vs. Sarara przegrał przez TKO w drugiej rundzie z Krystianem Bielskim. Po tej przegranej KSW nie zdecydowało się przedłużyć kontraktu z Mołdawianinem.

### Oktagon MMA
W następnym roku ogłoszono, że podpisał kontrakt z czesko-słowacką organizacją Oktagon MMA i weźmie udział w turnieju kategorii półśredniej, którego pula nagród wynosi milion euro. U nowego pracodawcy zadebiutował na gali Oktagon 40, która odbyła 4 marca w Ostrawie. W debiucie na tym wydarzeniu przegrał przez poddanie z Bojanem Velickovicem. W tym samym roku wygrał jednak dwa kolejne pojedynki z Máté Kertészem oraz Alexem Lohoré. 
8 czerwca 2024 w drugiej walce wieczoru Oktagon 58: Vémola vs. Végh 2 zawalczył z doświadczonym Davidem Kozmą. Surdu rozbił znokautował rywala w pierwszej rundzie.
Na gali Oktagon 64: Brito vs. Surdu, która odbyła się 7 grudnia 2024 roku w Monachium zdobył pas mistrzowski wagi półśredniej, nokautując wysokim kopnięciem na głowę w pierwszej rundzie dawnego mistrza, Kaika Brito.
26 kwietnia 2025 wziął udział w turnieju Tipsport Gamechanger 3 wagi średniej. Debiutancką walkę w pierwszej rundzie turniejowej stoczył z byłym zawodnikiem UFC, Krzysztofem Jotko. Do konfrontacji obu zawodników doszło w Karlowych Warach podczas jubileuszowej gali Oktagon 70. Uległ Polakowi przez jednogłośną decyzję sędziowską, tym samym odpadając z rywalizacji turniejowej. 

## Osiągnięcia

### Mieszane sztuki walki
- Ultimate Fighting Tournament
  - 2017: Mistrz Ultimate Fighting Tournament w wadze półśredniej
- Real Xtreme Fighting
  - 2019: Mistrz RXF w wadze półśredniej
- Oktagon MMA
  - 2024: Mistrz Oktagon MMA w wadze półśredniej

## Lista zawodowych walk w MMA
| Wynik     | Bilans | Przeciwnik (bilans przed walką) | Rozstrzygnięcie                                        | Runda | Czas | Rozgrywki                                               | Data       | Miejsce      | Uwagi                                                                                                 |
| --------- | ------ | ------------------------------- | ------------------------------------------------------ | ----- | ---- | ------------------------------------------------------- | ---------- | ------------ | --- |
| Przegrana | 16-7   | Krzysztof Jotko (25-6. 1 NC)    | Decyzja (jednogłośna)                                  | 3     | 5:00 | Oktagon 70: Krištofič vs. Humburger                     | 26.04.2025 | Karlowe Wary | Walka pierwszej rundy turnieju Tipsport Gamechanger 3 w wadze średniej.                               |
| Wygrana   | 16-6   | Kaik Brito (17-5)               | KO (wysokie kopnięcie na głowę)                        | 1     | 2:34 | Oktagon 64: Brito vs. Surdu                             | 07.12.2024 | Monachium    | Zdobył wakujący pas mistrzowski Oktagon MMA w wadze półśredniej. Bonus za występ wieczoru. Main Event |
| Wygrana   | 15-6   | David Kozma (32-13)             | KO (prawy cross)                                       | 1     | 2:27 | Oktagon 58: Vémola vs. Végh 2                           | 08.06.2024 | Praga        | Co-Main Event.                                                                                        |
| Przegrana | 14-6   | Stefano Paternò (15-4-1)        | Poddanie (dźwignia prosta na staw łokciowy)            | 2     | 2:37 | Oktagon 51: Michailidis vs. Veličković                  | 29.12.2023 | Praga        | |
| Wygrana   | 14-5   | Alex Lohoré (23-9)              | TKO (prawy hak)                                        | 1     | 4:10 | Oktagon 48: Aby vs. Garcia                              | 04.11.2023 | Manchester   | |
| Wygrana   | 13-5   | Máté Kertész (13-6)             | Decyzja (jednogłośna)                                  | 3     | 5:00 | Oktagon 45 Special: Mågård vs. Lima                     | 28.07.2023 | Praga        | |
| Przegrana | 12-5   | Bojan Veličković (21-12-2)      | Poddanie (duszenie anaconda)                           | 1     | 2:55 | Oktagon 40: Tipsport Gamechanger                        | 04.03.2023 | Ostrawa      | Debiut w Oktagon MMA. Walka turniejowa Tipsport Gamechanger w kategorii półśredniej                   |
| Wygrana   | 12-4   | Handesson Ferreira (18-3-1)     | TKO (ciosy pięściami)                                  | 1     | 0:58 | UAE Warriors 34                                         | 20.10.2022 | Abu Zabi     | Debiut w UAE Warriors.                                                                                |
| Przegrana | 11-4   | Krystian Bielski (8-4)          | TKO (ciosy pięściami)                                  | 2     | 1:48 | KSW 73: Wrzosek vs. Sarara                              | 20.08.2022 | Warszawa     | |
| Wygrana   | 11-3   | Kacper Koziorzębski (7-3)       | KO (wysokie kopnięcie na głowę)                        | 1     | 2:19 | KSW 60: De Fries vs. Narkun 2                           | 24.04.2021 | Łódź         | Bonus za nokaut wieczoru.                                                                             |
| Przegrana | 10-3   | Tomasz Romanowski (12-7. 1 NC)  | Decyzja (jednogłośna)                                  | 3     | 5:00 | KSW 55: Askham vs. Khalidov 2                           | 10.10.2020 | Łódź         | Debiut w KSW.                                                                                         |
| Przegrana | 10-2   | Kevin Ruart (8-3)               | KO (cios pięścią)                                      | 1     | 3:14 | Brave CF 36                                             | 27.07.2020 | Bukareszt    | Debiut w Brave CF.                                                                                    |
| Wygrana   | 10-1   | Farzad Ghaderi (16-10)          | TKO (ciosy pięściami)                                  | 2     | 4:08 | RXF 37: All Stars                                       | 16.12.2019 | Bukareszt    | Zdobył pas mistrzowski RXF w wadze półśredniej.                                                       |
| Wygrana   | 9-1    | Gabriel Conti (4-5-1)           | TKO (ciosy pięściami)                                  | 1     | 3:03 | UFT 8                                                   | 26.10.2019 | Kluż-Napoka  | Main Event.                                                                                           |
| Wygrana   | 8-1    | Stanislav Enchev (8-8)          | TKO (ciosy pięściami)                                  | 1     | 2:20 | UFT 7                                                   | 23.11.2018 | Kluż-Napoka  | Main Event.                                                                                           |
| Wygrana   | 7-1    | Velimir Nestorovic (0-3)        | TKO (kolana i ciosy pięściami)                         | 1     | 1:15 | RXF 31                                                  | 01.10.2018 | Kluż-Napoka  | |
| Wygrana   | 6-1    | Farzad Ghaderi (11-7)           | TKO (ciosy pięściami)                                  | 1     | 3:40 | RXF 30                                                  | 20.08.2018 | Bukareszt    | |
| Wygrana   | 5-1    | Artiom Cula (3-4)               | Decyzja (jednogłośna)                                  | 3     | 5:00 | Eagles Fighting Championship 9                          | 26.05.2018 | Kiszyniów    | |
| Przegrana | 4-1    | Corneliu Rotaru Lascar (4-2)    | TKO (kopnięcie na korpus i ciosy pięściami w parterze) | 1     | 4:10 | Professional Fight Gym Mix Kombat: Gala Mix Kombat 2017 | 14.10.2017 | Bystrzyca    | Main Event.                                                                                           |
| Wygrana   | 4-0    | Mihai Vasile (1-2)              | TKO (ciosy pięściami)                                  | 1     | N/A  | UFT 6                                                   | 05.05.2017 | Kluż-Napoka  | Zdobył pas mistrzowski Ultimate Fighting Tournament w wadze półśredniej.                              |
| Wygrana   | 3-0    | Florin Lampagiu (1-0)           | Decyzja (jednogłośna)                                  | 3     | 5:00 | RMMAF Series 12 - Divizia MMA: Pascu vs. Markovic       | 31.10.2016 | Bukareszt    | |
| Wygrana   | 2-0    | Robert Vorobyov (6-1)           | Poddanie (duszenie gilotynowe)                         | 1     | N/A  | MMA Pro Ukraine: The Way of the Unconquered 2           | 14.08.2016 | Mikołajów    | Main Event.                                                                                           |
| Wygrana   | 1-0    | Dumitru Jalba (0-0)             | TKO (ciosy pięściami)                                  | 1     | N/A  | UFT 5                                                   | 15.04.2016 | Kluż-Napoka  | Debiut w zawodowym MMA.                                                                               |